# Team Penske

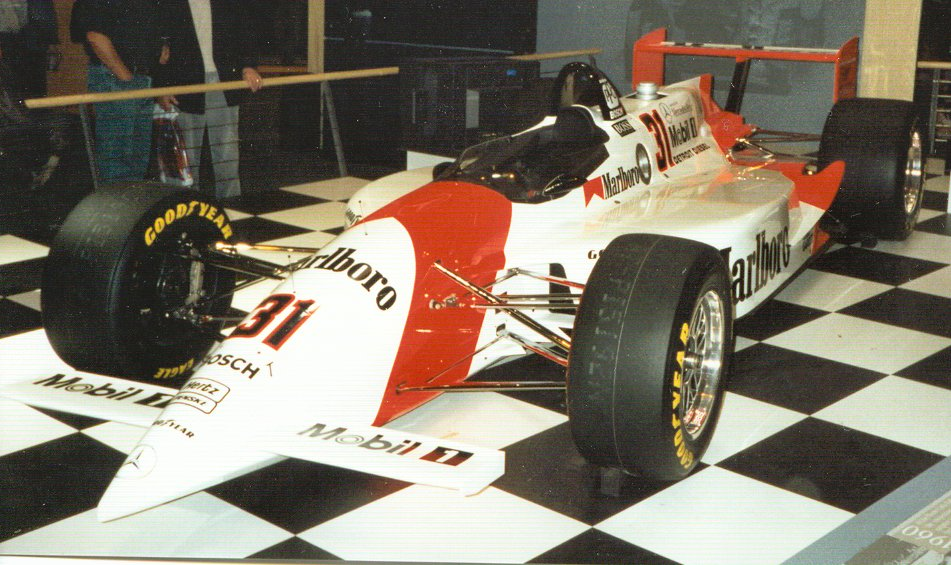
Penske PC-23 Mercedes, vainqueur des 500 miles d'Indianapolis 1994.

Team Penske (anciennement Penske Racing) est une écurie de course automobile, division de la Penske Corporation, basée à Mooresville en Caroline du Nord et dirigée par Roger Penske.  
Elle est présente dans diverses disciplines du sport automobile américain telles que la NASCAR, l'IndyCar Series et le WeatherTech SportsCar Championship, mais aussi dans les années 1970 en Formule 1 ainsi que depuis 2023 en Championnat du monde d'endurance FIA sous la bannière Porsche Penske Motorsport.  
Dans le passé, Penske a couru en Formule 1 (31 Grands Prix et 1 victoire entre 1974 et 1976) et en Champ Car où l'écurie a remporté de nombreuses victoires et de nombreux titres. 
L'équipe compte 20 victoires aux 500 miles d'Indianapolis entre 1972 et 2023.

## NASCAR

### Cup Series
L'écurie est actuellement présente en NASCAR Cup Series en engageant trois Ford Mustang soit :
- la no 2 pilotée par Austin Cindric ;
- la no 12 pilotée par Ryan Blaney ;
- et la no 22 pilotée par Joey Logano.

Par le passé, Ryan Newman (avant son départ dans l'écurie de Tony Stewart) et Kurt Busch ont été pilotes pour le Team Penske en Cup et partiellement en Xfinity Series.
L'écurie a remporté quatre titres en NASCAR Cup Series :
- en 2012 avec une Dodge pilotée par Brad Keselowski ;
- en 2018 et 2022 avec une Ford pilotée par Joey Logano ;
- en 2023 avec une Ford pilotée par Ryan Blaney.

### Xfinity Series
Pour 2022, le Team Penske n'y est plus présent de manière régulière mais en engageant les pilotes de la Cup Series ;

### Camping World Series
Parker Kligerman (en), pilote essayeur engagé en 2008 (à l'âge de dix-huit ans) chez Penske, a couru les quatre premières courses de la saison 2011 dans la Camping World Truck Series (4 x 4 routiers), avec le statut de débutant dans cette division.

## IndyCar Series
Penske Racing a débuté dans la série en 2002 en provenance du championnat CART. 
En 2024, l'écurie est présente avec trois voitures :
- la no 2 pilotée par l'Américain Josef Newgarden
- la no 3 pilotée par le Néo-zélandais Scott McLaughlin
- la no 12 pilotée par l'Australien Will Power

## Autres compétitions

### ARCA RE/MAX Series
Penske est également présent en ARCA RE/MAX (une série de « stock-cars » américaine, similaire à la NASCAR) avec la Dodge no 27 conduite par Billy Wease.

### IMSA WeatherTech SportsCar Championship
Dix ans après l'arrêt du programme de Porsche en LMP2, le team revient en endurance dans le championnat d'endurance nord-américain WeatherTech SportsCar Championship à partir de la saison 2018 avec Acura, qui confie ses deux Acura ARX-05 à l'écurie.
Deux voitures sont engagées :
- no 6 pilotée par Dane Cameron, Juan Pablo Montoya et Simon Pagenaud
- no 7 pilotée par Hélio Castroneves, Alexander Rossi et Ricky Taylor

À partir de 2023, Team Penske et Porsche s'associent pour faire concourir deux Porsche 963 LMDh d'usine sous la bannière Porsche Penske Motorsport.

### Championnat du monde des voitures de sport
Le Team Penske a également couru en championnat du monde d'endurance à la fin des années 1960 avec Lola (victoire aux 24 Heures de Daytona en 1969 avec Mark Donohue et Chuck Parsons) et au début des années 1970 avec Ferrari.

### Championnat du monde d'endurance FIA
À partir de 2023, le partenariat entre Team Penske et Porsche comprend également l'engagement dans le Championnat du monde d'endurance FIA de deux Porsche 963 d'usine, Hypercars de réglementation LMDh, sous la bannière Porsche Penske Motorsport.

### AmericanLe Mans Series (2006-2008)
Penske y engage deux prototypes Porsche RS Spyder LMP2 pilotés par Sascha Maassen, Ryan Briscoe, Emmanuel Collard et Romain Dumas, Timo Bernhard. Penske a remporté les titres LMP2 en 2006, 2007 et 2008 et de nombreuses victoires au classement général, devant les Audi R10 TDI, en 2007 et 2008 (dont les 12 Heures de Sebring).

### Virgin Australia Supercars Championship
L'écurie en association avec l'équipe Dick Johnson Racing a été présente dans cette compétition sous le nom de DJR Team Penske avec deux voitures de 2015 jusqu'en 2020.
Scott McLaughlin a gagné le championnat Pilote en 2018 avec la Ford Mustang No. 17.
L'écurie a aussi gagné le Bathurst 1000 en 2019 avec l'équipage composé de Scott McLaughlin et Alexande Prémat.

## Victoires aux 500 miles d'Indianapolis
| Année | Vainqueur              | Châssis       | Moteur                | Pneus     |
| ----- | ---------------------- | ------------- | --------------------- | --------- |
| 1972  | Mark Donohue           | McLaren M16B  | Offenhauser           | Goodyear  |
| 1979  | Rick Mears             | Penske PC-6   | Cosworth              | Goodyear  |
| 1981  | Bobby Unser            | Penske PC-9B  | Cosworth              | Goodyear  |
| 1984  | Rick Mears (2)         | March 84C     | Cosworth              | Goodyear  |
| 1985  | Danny Sullivan         | March 85C     | Cosworth              | Goodyear  |
| 1987  | Al Unser               | March 86C     | Cosworth              | Goodyear  |
| 1988  | Rick Mears (3)         | Penske PC-17  | Chevrolet A           | Goodyear  |
| 1989  | Emerson Fittipaldi     | Penske PC-18  | Chevrolet A           | Goodyear  |
| 1991  | Rick Mears (4)         | Penske PC-20  | Chevrolet A           | Goodyear  |
| 1993  | Emerson Fittipaldi (2) | Penske PC-22  | Chevrolet C           | Goodyear  |
| 1994  | Al Unser, Jr.          | Penske PC-23  | Mercedes-Benz 500I    | Goodyear  |
| 2001  | Hélio Castroneves      | Dallara IR-01 | Oldsmobile Aurora V8  | Firestone |
| 2002  | Hélio Castroneves (2)  | Dallara IR-02 | Chevrolet Indy V8     | Firestone |
| 2003  | Gil de Ferran          | G-Force GF09  | Toyota Indy V8        | Firestone |
| 2006  | Sam Hornish Jr.        | Dallara IR-05 | Honda HI6R            | Firestone |
| 2009  | Hélio Castroneves (3)  | Dallara IR-05 | Honda HI9R            | Firestone |
| 2015  | Juan Pablo Montoya     | Dallara DW12  | Chevrolet IndyCar V6t | Firestone |
| 2018  | Will Power             | Dallara DW12  | Chevrolet IndyCar V6t | Firestone |
| 2019  | Simon Pagenaud         | Dallara DW12  | Chevrolet IndyCar V6t | Firestone |
| 2024  | Josef Newgarden        | Dallara DW12  | Chevrolet IndyCar V6t | Firestone |

## Résultats en championnat du monde de Formule 1
| Saison | Écurie               | Châssis               | Moteur           | Pneus    | Pilotes                  | Grands Prix disputés | Points inscrits | Classement |
| ------ | -------------------- | --------------------- | ---------------- | -------- | ------------------------ | -------------------- | --------------- | ---------- |
| 1971   | Penske-White Racing  | McLaren M19A          | Ford-Cosworth V8 | Goodyear | Mark Donohue John Watson | 2                    | 4               | Non engagé |
| 1974   | Penske Cars          | Penske PC1            | Ford-Cosworth V8 | Goodyear | Mark Donohue             | 2                    | 0               | Non classé |
| 1975   | Penske Cars          | Penske PC1 March 751  | Ford-Cosworth V8 | Goodyear | Mark Donohue John Watson | 13                   | 2               | 12e        |
| 1976   | Citibank Team Penske | Penske PC3 Penske PC4 | Ford-Cosworth V8 | Goodyear | John Watson              | 16                   | 20              | 5e         |

| Saison | Écurie               | Châssis    | Moteur           | Pneus    | Pilotes                                   | Grands Prix disputés |
| ------ | -------------------- | ---------- | ---------------- | -------- | ----------------------------------------- | -------------------- |
| 1976   | F&S Properties       | Penske PC3 | Ford-Cosworth V8 | Goodyear | Boy Hajye                                 | 1                    |
| 1977   | ATS Racing Team      | Penske PC4 | Ford-Cosworth V8 | Goodyear | Jean-Pierre Jarier Hans Heyer Hans Binder | 11                   |
| 1977   | Jac Nelleman         | Penske PC3 | Ford-Cosworth V8 | Goodyear | Jac Nelleman                              | 1                    |
| 1977   | Hexagone of Highgate | Penske PC3 | Ford-Cosworth V8 | Goodyear | Derek Bell                                | 1                    |
| 1977   | Interscope Racing    | Penske PC4 | Ford-Cosworth V8 | Goodyear | Danny Ongais                              | 2                    |